# Dorlisheim
Dorlisheim (prononcé [dɔʁlisaim]  ; en alsacien : Dorelse) est une commune française située dans la circonscription administrative du Bas-Rhin et, depuis le 1er janvier 2021, dans le territoire de la collectivité européenne d'Alsace, en région Grand Est qui compte 2 647 habitants en 2017. Dorlisheim est le siège historique de la marque automobile Bugatti.
Cette commune se situe dans la région historique et culturelle d'Alsace.

## Géographie

### Localisation
Dorlisheim est située à l'entrée de la vallée de la Bruche, à la croisée des axes reliant Sélestat à Saverne et Strasbourg à Saint-Dié. Commune de la route des vins d'Alsace, elle est traversée par la Véloroute du vignoble d'Alsace (EuroVelo 5).

### Communes limitrophes
Les communes limitrophes sont Rosheim, Altorf, Griesheim-près-Molsheim, Molsheim, Mutzig et Rosenwiller.
| Mutzig      | Molsheim   | Molsheim                |
| Mutzig      | Dorlisheim | Altorf                  |
| Rosenwiller | Rosheim    | Griesheim-près-Molsheim |

### Cours d'eau
Contrairement aux autres communes du début de la vallée de la  Bruche (Molsheim, Mutzig, Gresswiller et Dinsheim-sur-Bruche), la Bruche ne passe pas dans Dorlisheim mais c'est juste divers bras, le Schiffbach, qui délimite Dorlisheim de Molsheim. Mais autrefois, il y avait un ruisseau qui s'appelle « la Blieth » qui passait dans le village.

### Hydrographie

#### Réseau hydrographique
La commune est dans le bassin versant du Rhin au sein du bassin Rhin-Meuse. Elle est drainée par le Bras d'Altorf,.
Le Bras d'Altorf, d'une longueur de 13 km, prend sa source dans la commune de Molsheim et se jette  dans la Bruche à Hangenbieten, après avoir traversé huit communes. 

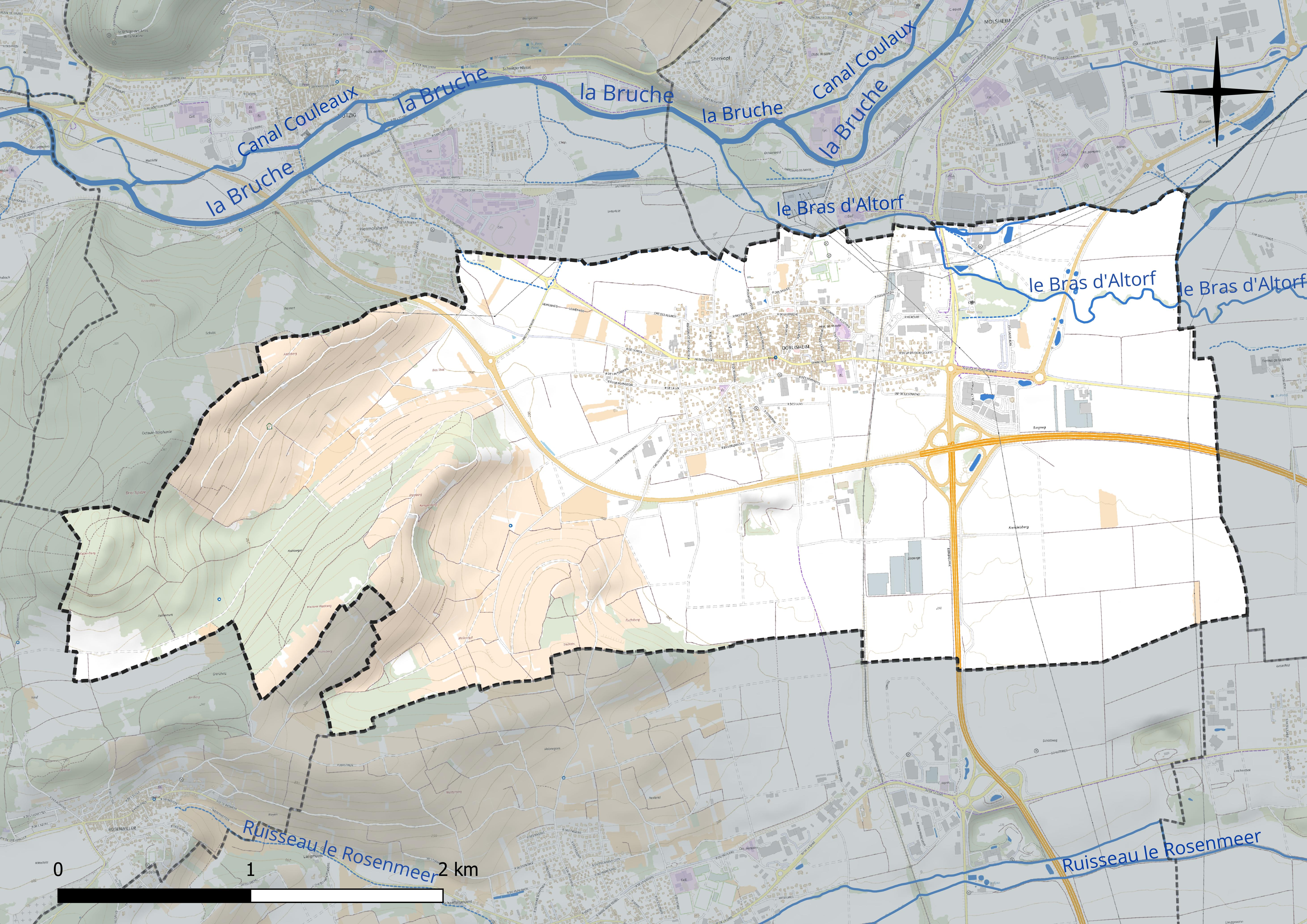
Réseau hydrographique de Dorlisheim.

#### Gestion et qualité des eaux
Le territoire communal est couvert par le schéma d'aménagement et de gestion des eaux (SAGE) « Ill Nappe Rhin ». Ce document de planification concerne la nappe phréatique rhénane, les cours d'eau de la plaine d'Alsace et du piémont oriental du Sundgau, les canaux situés entre l'Ill et le Rhin et les zones humides de la plaine d'Alsace. Le périmètre s’étend sur 3 596 km2. Il a été approuvé le 17 janvier 2005. La structure porteuse de l'élaboration et de la mise en œuvre est la région Grand Est. 
La qualité des cours d’eau peut être consultée sur un site dédié géré par les agences de l’eau et l’Agence française pour la biodiversité. 

### Climat
Pour des articles plus généraux, voir Climat du Grand Est et Climat du Bas-Rhin.
En 2010, le climat de la commune est de type climat des marges montargnardes, selon une étude du Centre national de la recherche scientifique s'appuyant sur une série de données couvrant la période 1971-2000. En 2020, Météo-France publie une typologie des climats de la France métropolitaine dans laquelle la commune est exposée à un climat semi-continental et est dans la région climatique  Vosges, caractérisée par une pluviométrie très élevée (1 500 à 2 000 mm/an) en toutes saisons et un hiver rude (moins de 1 °C). 
Pour la période 1971-2000, la température annuelle moyenne est de 10,5 °C, avec une amplitude thermique annuelle de 17,9 °C. Le cumul annuel moyen de précipitations est de 648 mm, avec 9 jours de précipitations en janvier et 10,4 jours en juillet. Pour la période 1991-2020, la température moyenne annuelle observée sur la station météorologique de Météo-France la plus proche, « Strasbourg-Entzheim », sur la commune d'Entzheim à 11 km à vol d'oiseau, est de 11,4 °C et le cumul annuel moyen de précipitations est de 635,7 mm. 
La température maximale relevée sur cette station est de 38,9 °C, atteinte le 25 juillet 2019 ; la température minimale est de −23,6 °C, atteinte le 23 janvier 1942,,. 
Les paramètres climatiques de la commune ont été estimés pour le milieu du siècle (2041-2070) selon différents scénarios d'émission de gaz à effet de serre à partir des nouvelles projections climatiques de référence DRIAS-2020. Ils sont consultables sur un site dédié publié par Météo-France en novembre 2022.

## Urbanisme

### Typologie
Au 1er janvier 2024, Dorlisheim est catégorisée centre urbain intermédiaire, selon la nouvelle grille communale de densité à sept niveaux définie par l'Insee en 2022.
Elle appartient à l'unité urbaine de Molsheim, une agglomération intra-départementale regroupant dix  communes, dont elle est une commune de la banlieue,,. Par ailleurs la commune fait partie de l'aire d'attraction de Strasbourg (partie française), dont elle est une commune de la couronne,. Cette aire, qui regroupe 268 communes, est catégorisée dans les aires de 700 000 habitants ou plus (hors Paris),.

### Occupation des sols

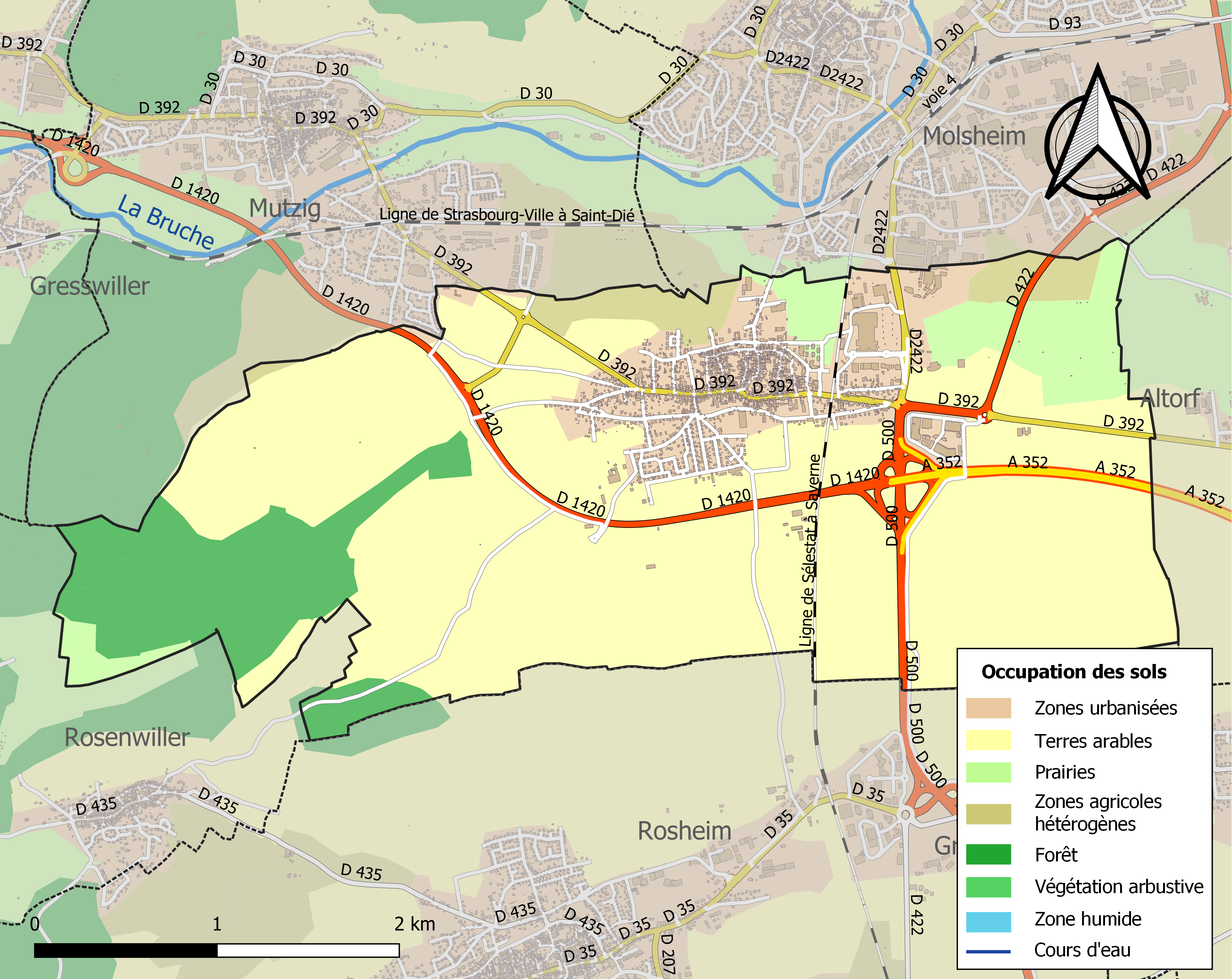
Carte des infrastructures et de l'occupation des sols de la commune en 2018 (CLC).

L'occupation des sols de la commune, telle qu'elle ressort de la base de données européenne d’occupation biophysique des sols Corine Land Cover (CLC), est marquée par l'importance des territoires agricoles (75,6 % en 2018), en diminution par rapport à 1990 (78,9 %). La répartition détaillée en 2018 est la suivante : 
terres arables (44,3 %), cultures permanentes (21,3 %), forêts (11,3 %), zones urbanisées (9,8 %), prairies (6,2 %), zones agricoles hétérogènes (3,7 %), zones industrielles ou commerciales et réseaux de communication (3,3 %). L'évolution de l’occupation des sols de la commune et de ses infrastructures peut être observée sur les différentes représentations cartographiques du territoire : la carte de Cassini (XVIIIe siècle), la carte d'état-major (1820-1866) et les cartes ou photos aériennes de l'IGN pour la période actuelle (1950 à aujourd'hui).

## Histoire
(septembre 2009).
Si vous disposez d'ouvrages ou d'articles de référence ou si vous connaissez des sites web de qualité traitant du thème abordé ici, merci de compléter l'article en donnant les références utiles à sa vérifiabilité et en les liant à la section « Notes et références ».

### Toponymie
Une des origines possible du nom de Dorlisheim provient du lac qui se trouvait sur la route en allant à Mutzig. Il s'appelait « Dorros ». Dorlisheim serait donc « le lieu près du lac ». L'analyse étymologique fait également ressortir l'origine de Thorohoze, le nom de Thor, dieu germanique de la guerre et Holz le bois. Ceci pourrait conduire à lire « lieu près de la forêt de Thor ».
- Dorlosheim, 736
- Torolvesheim, 1120
- Dorrotzheim, 1779

### Moyen Âge
En l'an 735, le village se nomme « Dorolshaim » et se trouve sous la dépendance de l'abbaye de Murbach. Il y restera jusqu'en 1054. Dorlisheim passe ensuite la même année à l'abbaye de Hohenbourg sur recommandation du pape Léon IX. Possédé par l'évêque de Metz en 1268, il fit partie plus tard des domaines de l'évêché de Strasbourg, qui le perdit par suite des guerres. Il devint ensuite la propriété de plusieurs familles qui vendirent leurs biens à la ville de Strasbourg entre 1495 et 1727. En 1262, pendant la guerre de la ville de Strasbourg avec son évêque Walther de Gérolseck, Dorlisheim eut beaucoup à souffrir. En 1424, une nouvelle guerre avec l'évêque fut pour ce bourg une occasion de nouveaux malheurs.

### Les Hospitaliers
Le château Saint-Jean a été construit en 1857 à l'emplacement d'une ancienne commanderie d'Hospitaliers de l'ordre de Saint-Jean de Jérusalem dont il subsiste encore un portail.

### Depuis la fin du Moyen Âge
Pendant la guerre qui survint après la mort de l'évêque Manderscheit, en 1592, Dorlisheim fut pris et incendié par les troupes du cardinal de Lorraine qui venait d'être nommé évêque par les catholiques.
En 1632, les portes sont rasées par les troupes du général autrichien Montecuccoli. La protection de la ville de Strasbourg vint mettre un terme à ces malheurs. Durant la guerre de Trente Ans, les habitants de Dorlisheim, plus heureux que leurs voisins, purent jouir de la paix au milieu des déchirements de cette époque calamiteuse. Après 1648, une épidémie de peste ravage Dorlisheim. Seuls 30 habitants y survivent. Au moment de la Réforme, Dorlisheim passe au protestantisme dès 1523. Et en 1544, elle possède une école dirigée par un pasteur. Durant les guerres de Religion, un pasteur fut pendu à l'endroit appelé « Gallie Platz », ce qui veut dire « place de la potence ».
Vers le milieu du XIXe siècle, Dorlisheim possède un moulin, une brasserie, trois tuileries, une teinturerie, une huilerie (Ölmüller) (Frederick Heckman) et une vinaigrerie. Les habitants se livrent particulièrement à l'industrie agricole, la culture et la vigne qui est à cette époque assez florissante.

### Actuellement
Dorlisheim détient depuis le 30 novembre 2024 le record de la réalisation d'une tarte flambée la plus longue du monde avec une longueur de 45,85 mètres. Elle a été réalisée dans le cadre du téléthon 2024 .

## Héraldique
| Blason de Dorlisheim | Blason  | De gueules au fer à cheval d'argent.                                               |
| Blason de Dorlisheim | Détails | Le blason porte un fer à cheval représenté sur un linteau de porte du XVIe siècle. |

## Politique et administration

### Liste des maires
| Période                                  | Période                   | Identité                                     | Étiquette | Qualité                                                                          |
| ---------------------------------------- | ------------------------- | -------------------------------------------- | --------- | -------------------------------------------------------------------------------- |
| Les données manquantes sont à compléter. |                           |                                              |           |                                                                                  |
| octobre 1830                             | décembre 1831             | Thiébaut Hess                                |           |                                                                                  |
| décembre 1831                            | février 1844              | Constantin Vaccari                           |           |                                                                                  |
| mars 1844                                | juillet 1852              | Thiébaut Jost                                |           |                                                                                  |
| juillet 1852                             | décembre 1876             | Jacques Lindenlaub                           |           |                                                                                  |
| décembre 1876                            | mai 1887                  | Jean Frédéric Michel                         |           |                                                                                  |
| mai 1887                                 | novembre 1890             | Thiébaut Dahlen                              |           |                                                                                  |
| novembre 1890                            | novembre 1891             | Jean Georges Oberlé                          |           |                                                                                  |
| janvier 1892                             | janvier 1895              | Henri Vogel                                  |           |                                                                                  |
| janvier 1895                             | décembre 1897             | Jean Schwab                                  |           |                                                                                  |
| décembre 1897                            | février 1916              | Jean Becht                                   |           |                                                                                  |
| février 1916                             | mars 1918                 | Thiébaut Rapp                                |           |                                                                                  |
| mars 1918                                | juin 1929                 | Paul Ziegelmeyer                             |           | Pasteur                                                                          |
| juillet 1929                             | novembre 1936             | Frédéric Becht                               |           |                                                                                  |
| novembre 1936                            | mai 1938                  | Georges Oberlé                               |           |                                                                                  |
| juillet 1938                             | juin 1940                 | Paul Becht                                   |           |                                                                                  |
| octobre 1945                             | mai 1976 (décès)          | Frédéric Lindenlaub                          | SFIO      | Cultivateur et viticulteur                                                       |
| juin 1976                                | mars 1989                 | Arthur Silberzahn                            | SE        |                                                                                  |
| mars 1989                                | mars 2001                 | Bernard Higel                                |           | Directeur de l'ADIRA                                                             |
| mars 2001                                | En cours (au 31 mai 2020) | Gilbert Roth, Réélu pour le mandat 2020-2026 | DVD       | Cadre supérieur Président de la CC de la Région de Molsheim-Mutzig (2017 → 2020) |

## Démographie
L'évolution du nombre d'habitants est connue à travers les recensements de la population effectués dans la commune depuis 1793. Pour les communes de moins de 10 000 habitants, une enquête de recensement portant sur toute la population est réalisée tous les cinq ans, les populations de référence des années intermédiaires étant quant à elles estimées par interpolation ou extrapolation. Pour la commune, le premier recensement exhaustif entrant dans le cadre du nouveau dispositif a été réalisé en 2007.

En 2022, la commune comptait 2 626 habitants, en évolution de +0,31 % par rapport à 2016 (Bas-Rhin : +3,17 %, France hors Mayotte : +2,11 %).
| 1793  | 1800  | 1806  | 1821  | 1831  | 1836  | 1841  | 1846  | 1851  |
| ----- | ----- | ----- | ----- | ----- | ----- | ----- | ----- | ----- |
| 1 594 | 1 473 | 1 465 | 1 741 | 1 811 | 2 143 | 1 879 | 1 904 | 1 907 |

| 1856  | 1861  | 1866  | 1871  | 1875  | 1880  | 1885  | 1890  | 1895  |
| ----- | ----- | ----- | ----- | ----- | ----- | ----- | ----- | ----- |
| 2 006 | 1 916 | 1 933 | 1 889 | 1 849 | 1 889 | 1 836 | 1 793 | 1 710 |

| 1900  | 1905  | 1910  | 1921  | 1926  | 1931  | 1936  | 1946  | 1954  |
| ----- | ----- | ----- | ----- | ----- | ----- | ----- | ----- | ----- |
| 1 706 | 1 687 | 1 756 | 1 653 | 1 744 | 1 730 | 1 739 | 1 818 | 1 781 |

| 1962  | 1968  | 1975  | 1982  | 1990  | 1999  | 2006  | 2007  | 2012  |
| ----- | ----- | ----- | ----- | ----- | ----- | ----- | ----- | ----- |
| 1 902 | 2 008 | 2 078 | 2 149 | 2 128 | 2 167 | 2 378 | 2 408 | 2 507 |

| 2017  | 2022  | - | - | - | - | - | - | - |
| ----- | ----- | - | - | - | - | - | - | - |
| 2 647 | 2 626 | - | - | - | - | - | - | - |

## Économie

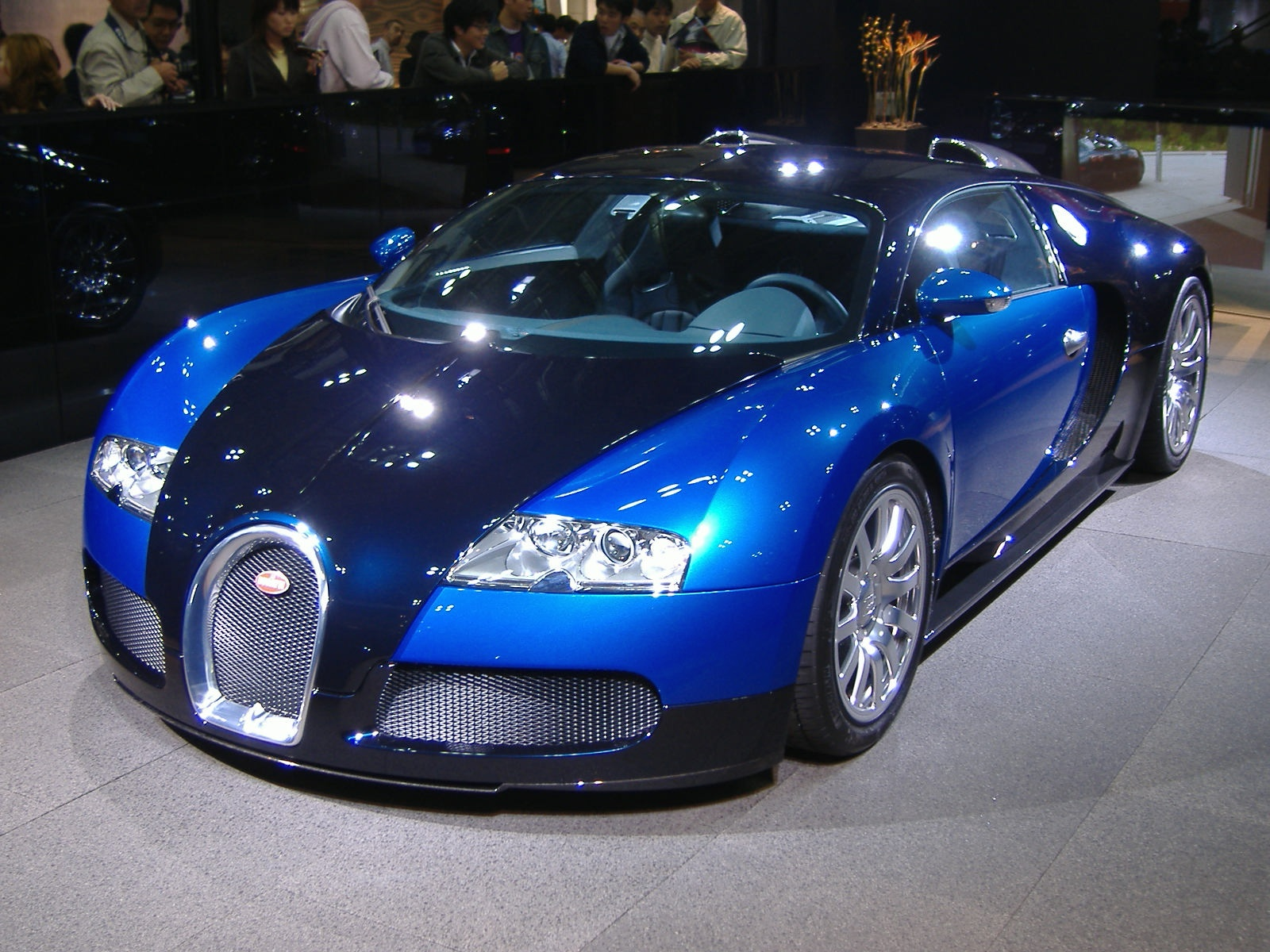
Bugatti Veyron.

L'Atelier des Veyron, des Chiron, la Vison GT, la Divo et la Voiture Noire  atelier d'assemblage des automobiles Bugatti du groupe Volkswagen, est situé sur le territoire de la commune, à proximité du château Saint-Jean, siège de la société.

## Personnalités liées à la commune
- Eugène Münch (1857-1898), organiste, né à Dorlisheim.
- Louis Hickel (1920-1977), résistant, médecin et homme politique français, y est mort.
- Famille Hervé-Gruyer, propriétaire du château Hervé.

La commune est fortement marquée par la marque automobile Bugatti. Une partie de la famille repose dans le cimetière de Dorlisheim :
- Carlo Bugatti (1856-1940) ;
- Ettore Bugatti (1881-1947) ;
- Rembrandt Bugatti (1884-1916) ;
- Jean Bugatti (1909-1939) ;
- Roland Bugatti (1922-1977).

## Lieux et monuments

### Le château Saint-Jean
Le château Saint-Jean est le siège de l'entreprise Bugatti.

### Caveau de la famille Bugatti
C'est en 1909 aux confins de Dorlisheim que la famille Bugatti s'installe, dans la villa de « la Hardtmühle », attenante à l'usine Bugatti. La famille est restée très proche du village où reposent les principaux membres de la famille. Carlo Bugatti et sa femme Teresa, ainsi que leurs enfants Deanice, Jean.

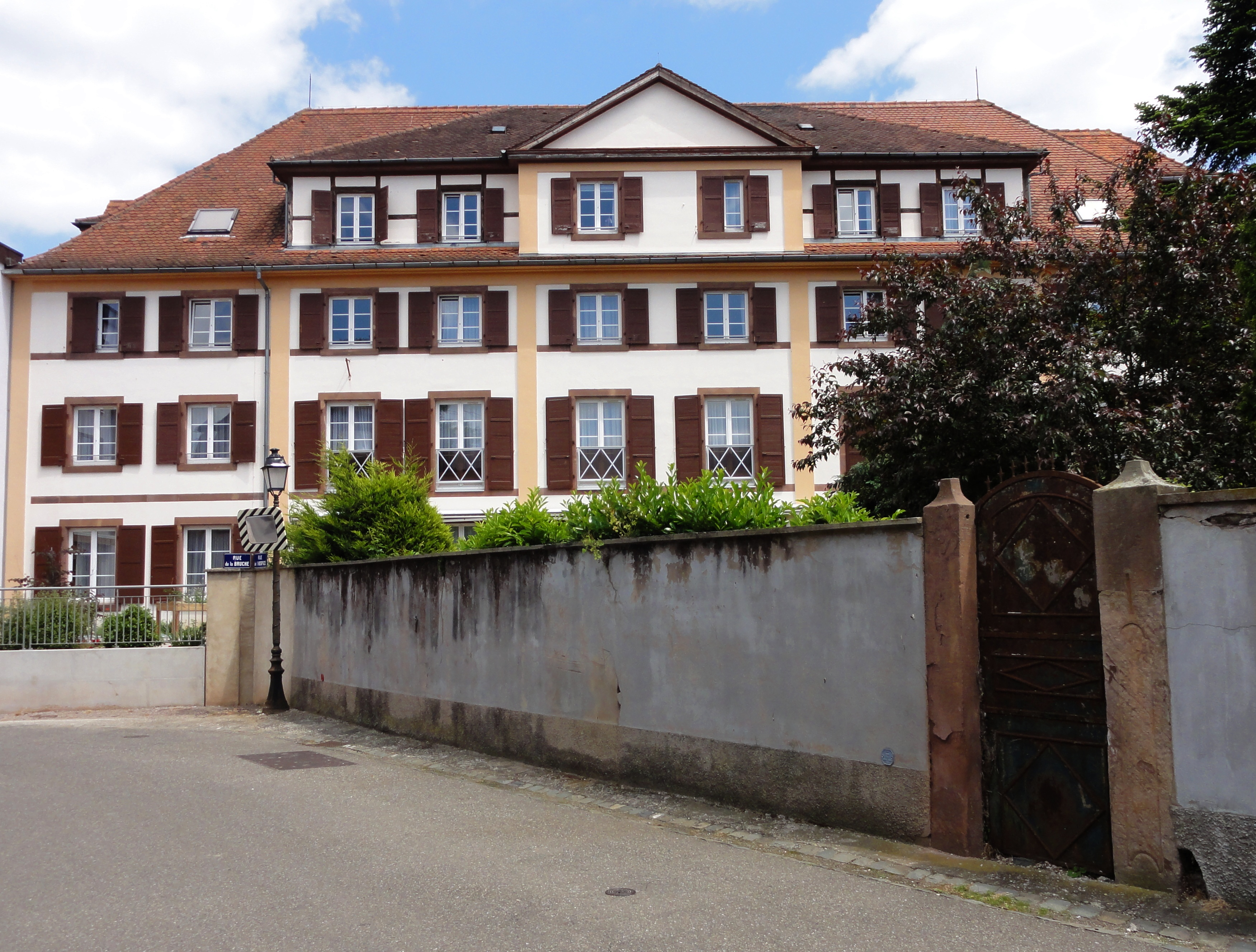
Maison de retraite SAREPTA.
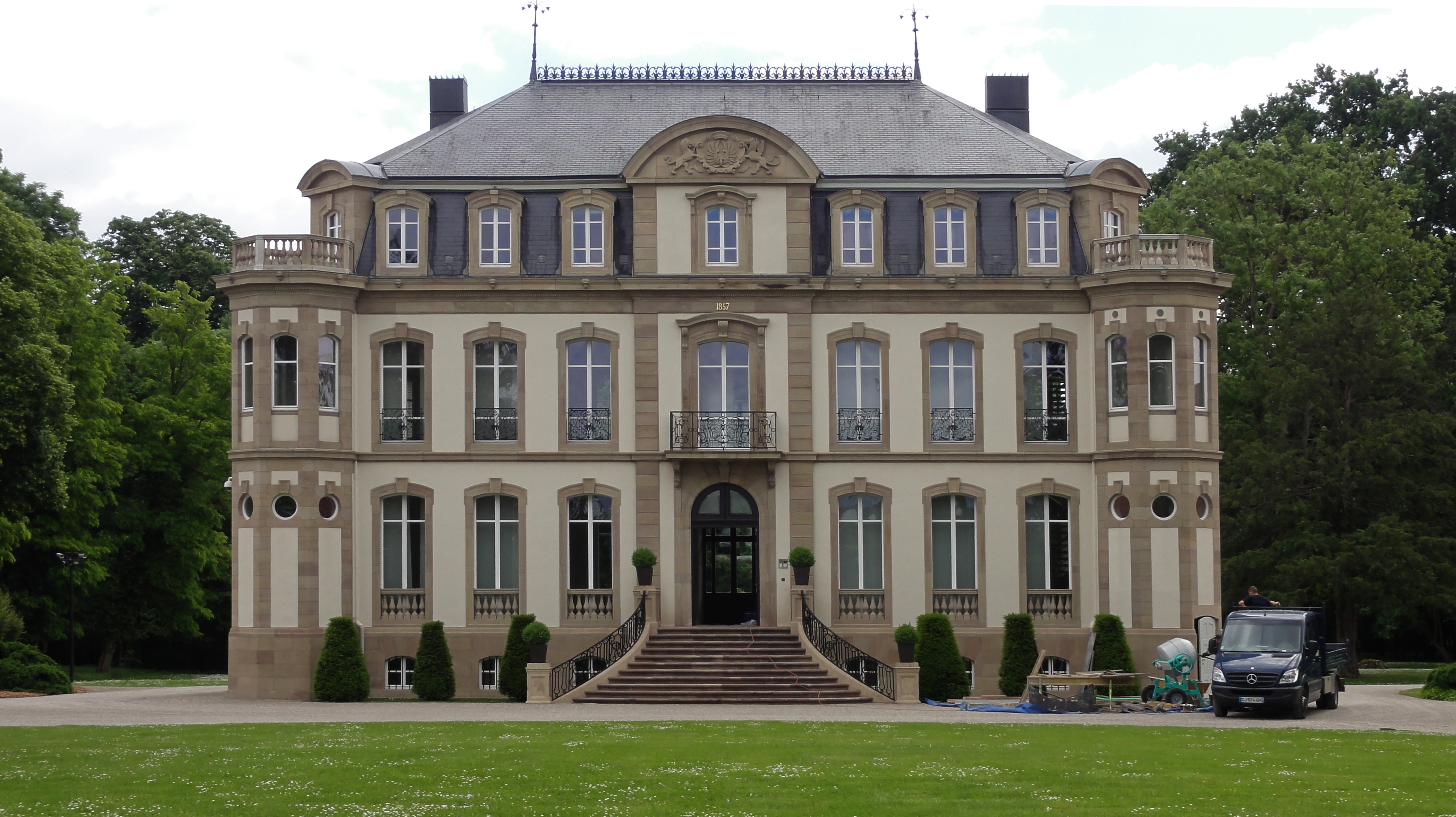
Château Saint-Jean (1857).
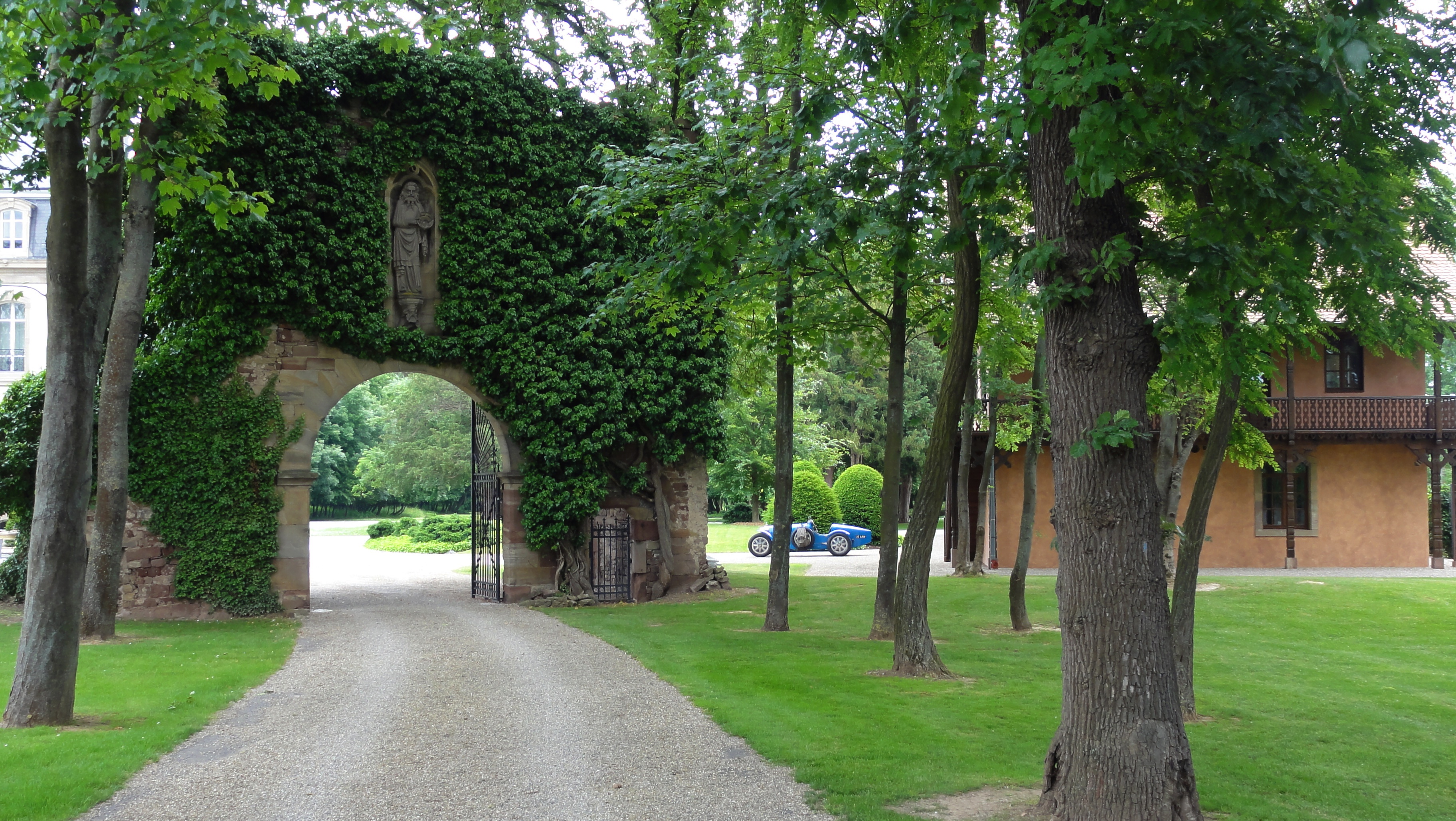
Portail de l'ancienne commanderie de Saint-Jean (1444).
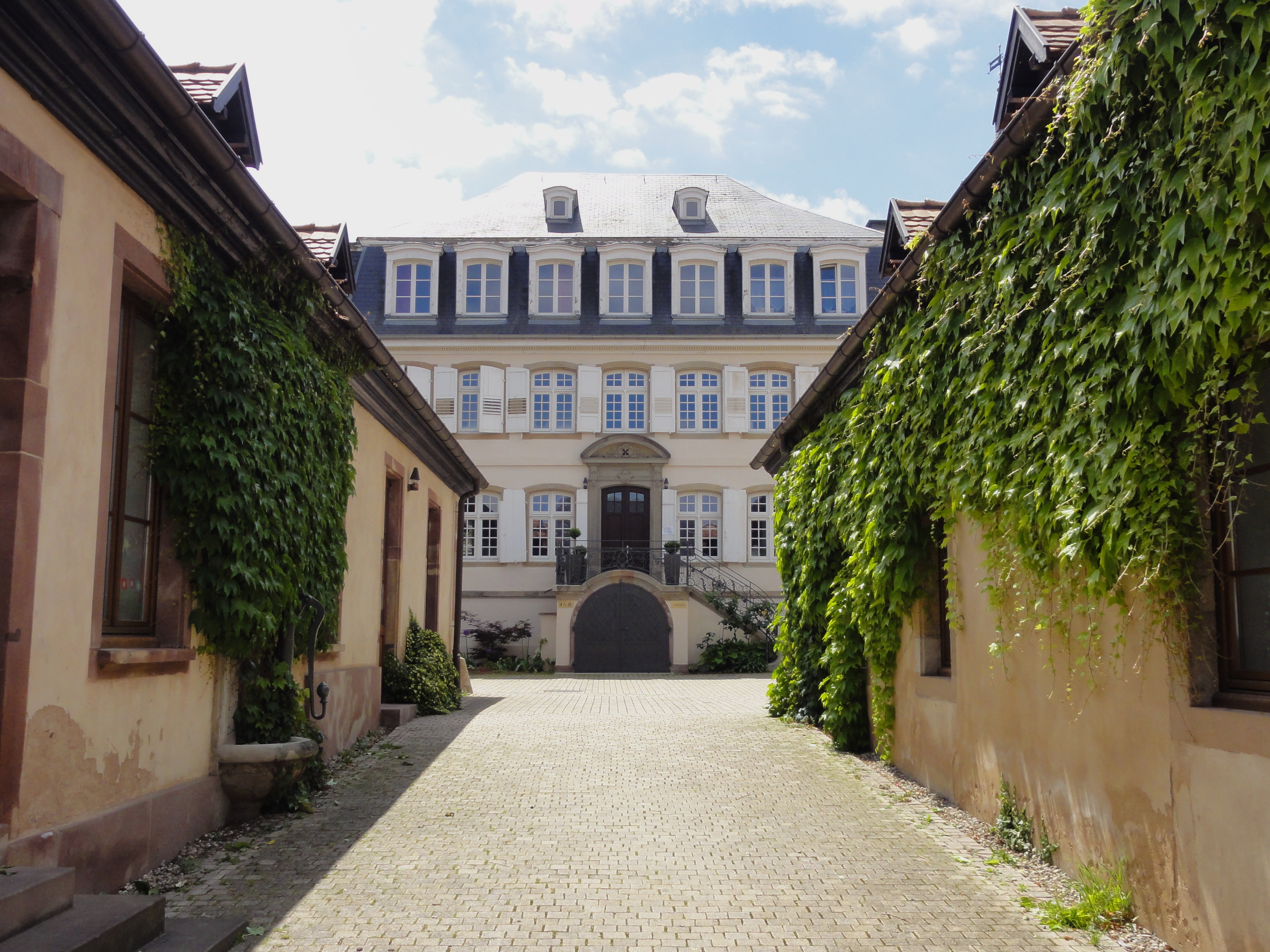
Château Hervé (XVIIIe-XIXe), 103-105 Grand'Rue.
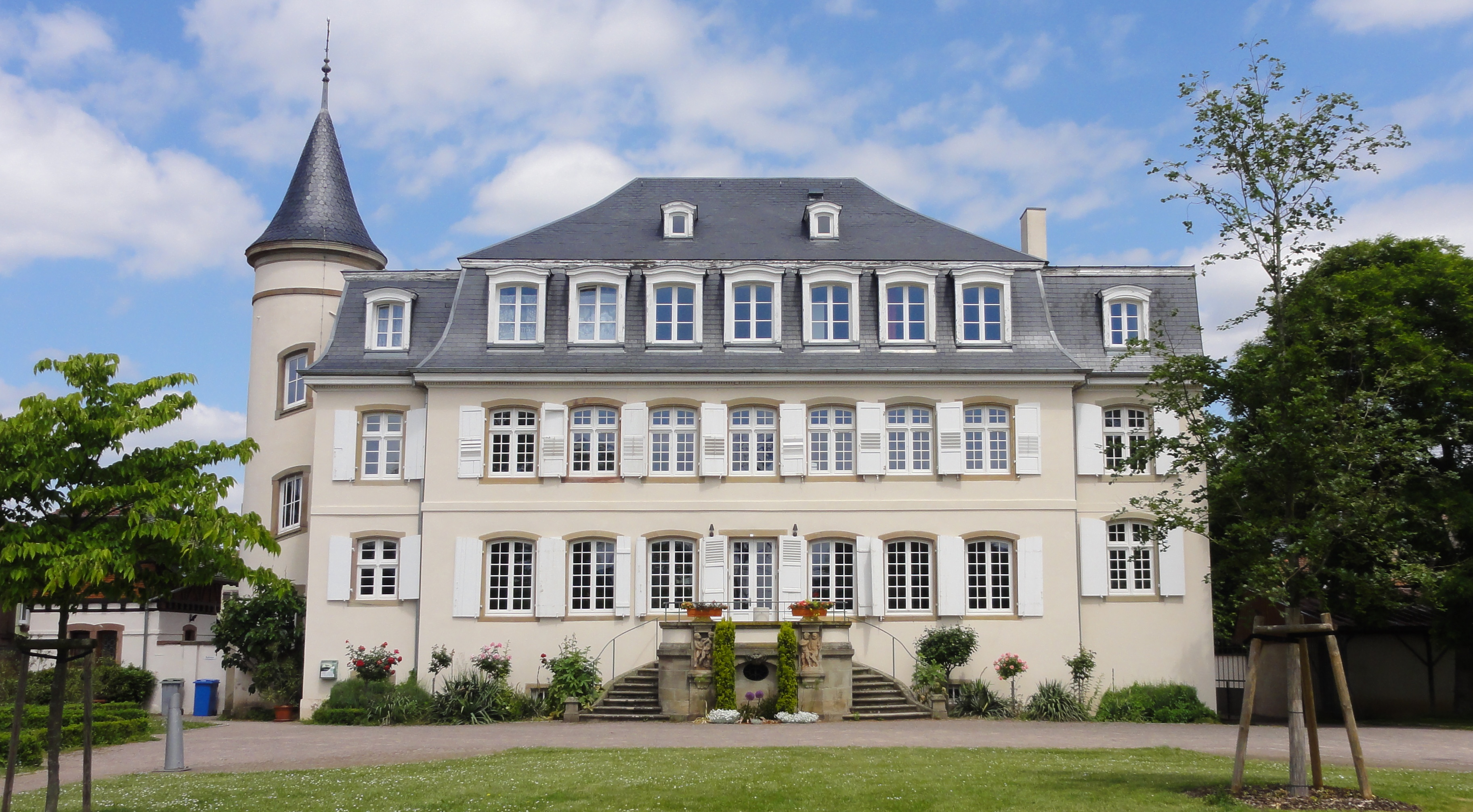
Château Hervé (XVIIIe-XIXe) : façade côté jardins.
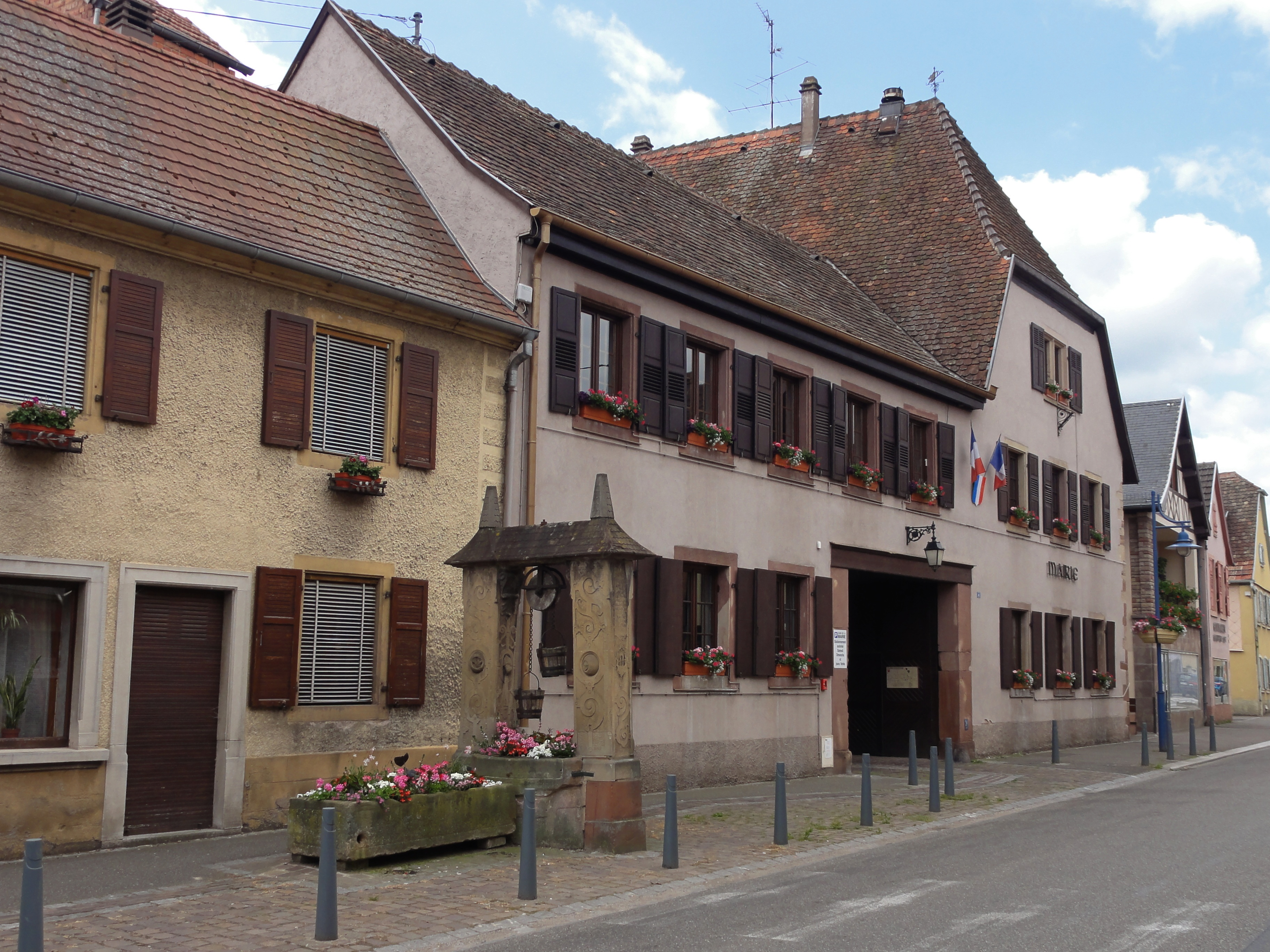
Mairie (XVIe-XVIIe), 41 Grand'Rue.
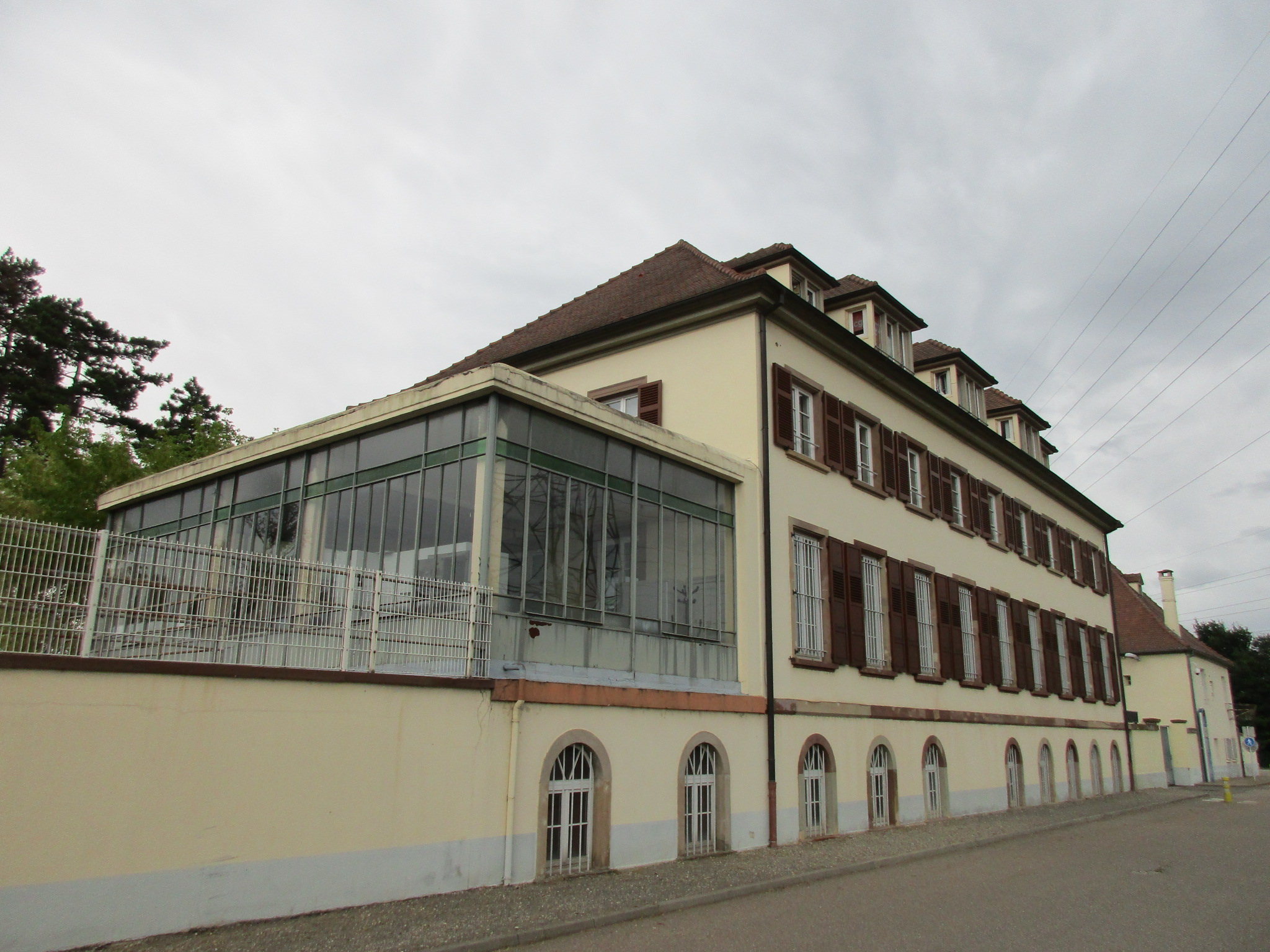
Villa de la famille Bugatti

### L'église protestante
L'église, de style roman, date du XIIe siècle et est consacrée à saint Laurent. Elle fut fondée par les comtes d'Eguisheim et faisait partie à l'origine de la dotation de l'abbaye d'Altorf. Au XVIe siècle, la réforme s'introduit dans Dorlisheim et l'église devient protestante en 1523. Elle devient simultaneum, de son instauration par Louis XIV en 1685 jusqu'en 1889.
Ses dimensions modestes n'empêchent pas que l'édifice soit construit en plusieurs étapes lui donnant sa structure particulièrement complexe. Il est constitué d'une triple nef et d'un chœur composé de deux chapelles carrées. L'église possède aussi un clocher-porche d'origine gothique qui a été ajouté au XIVe siècle masquant ainsi le portail occidental d'origine.

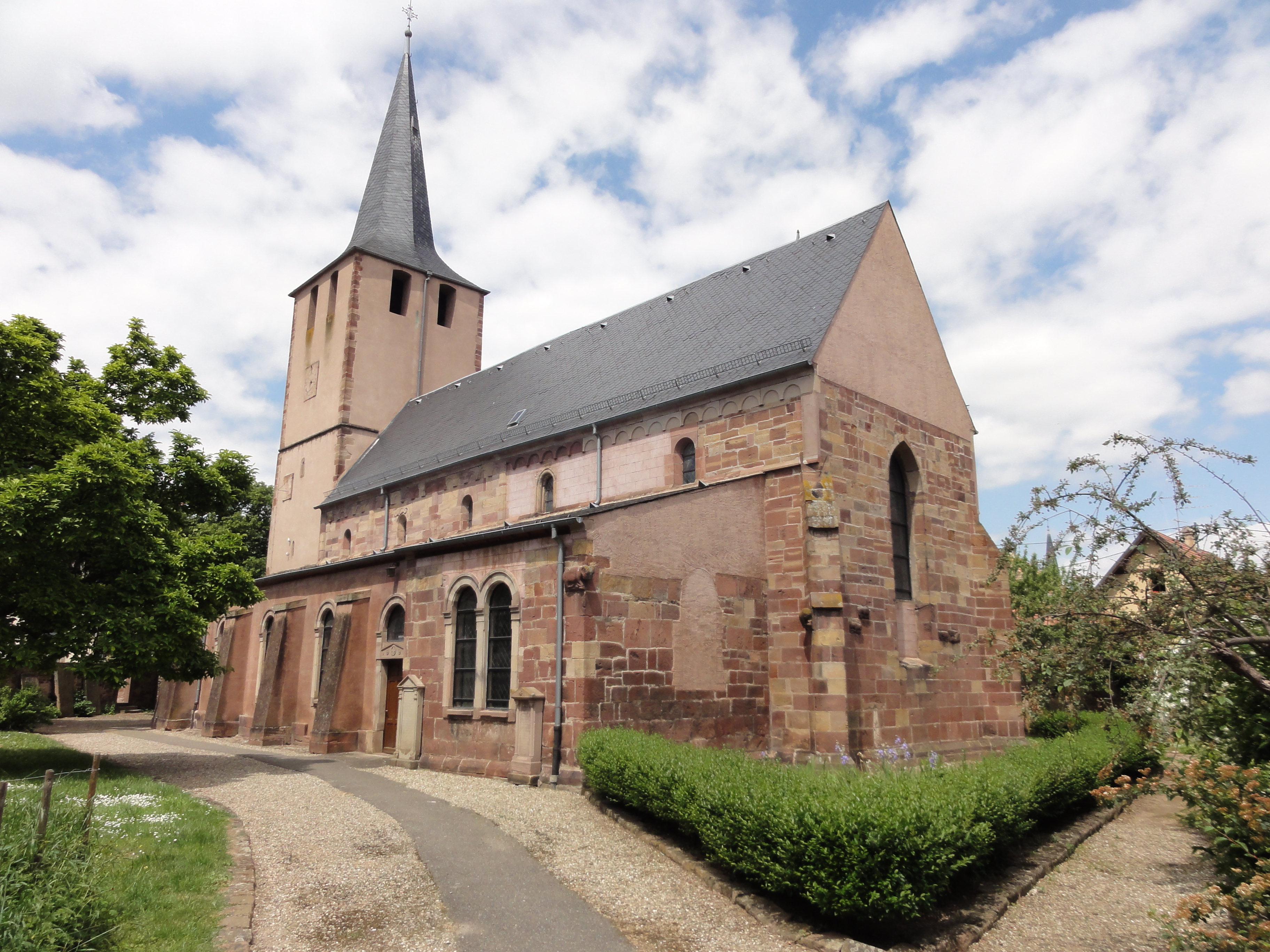
Église protestante Saint-Laurent.
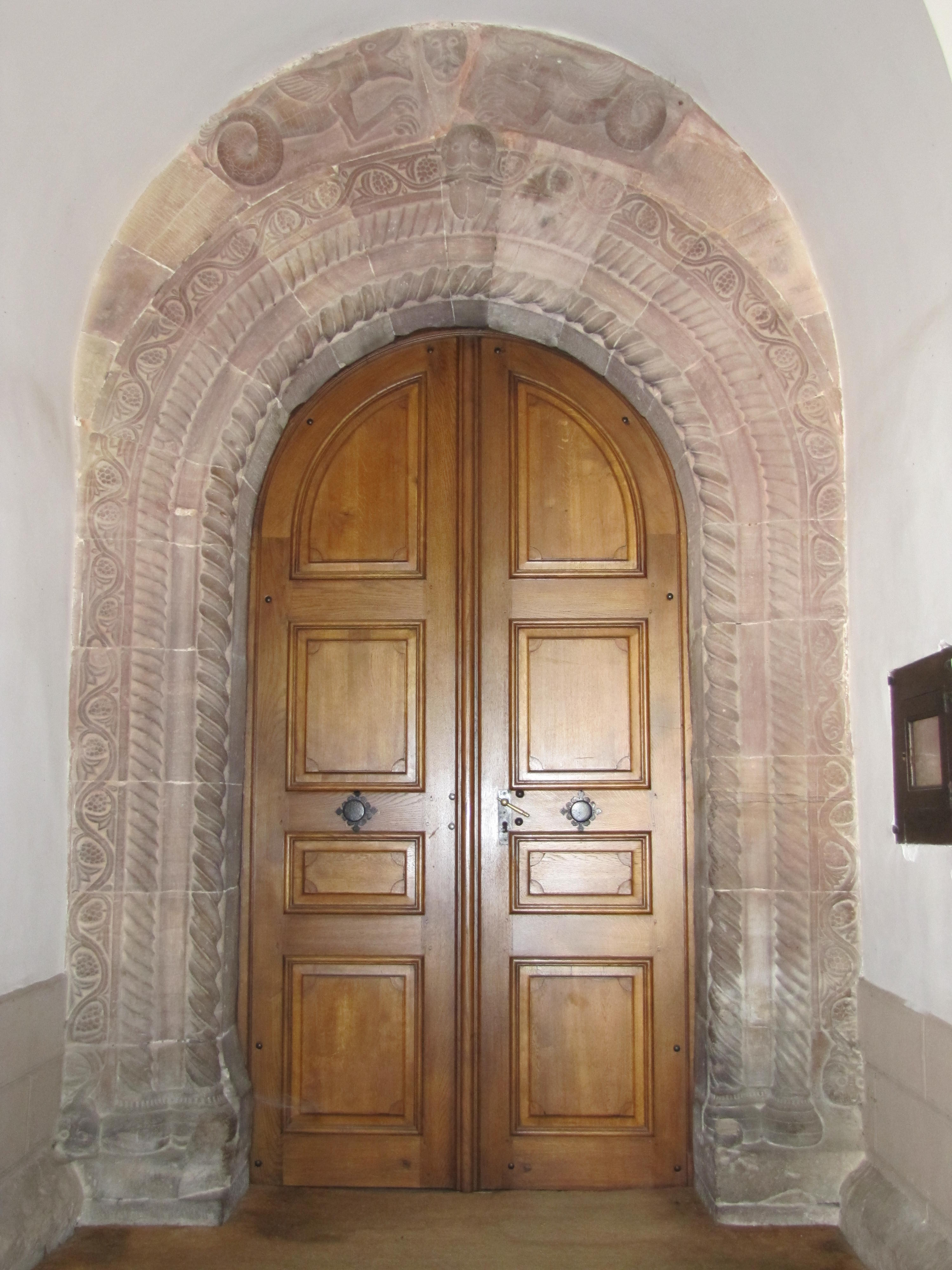
Portail roman.
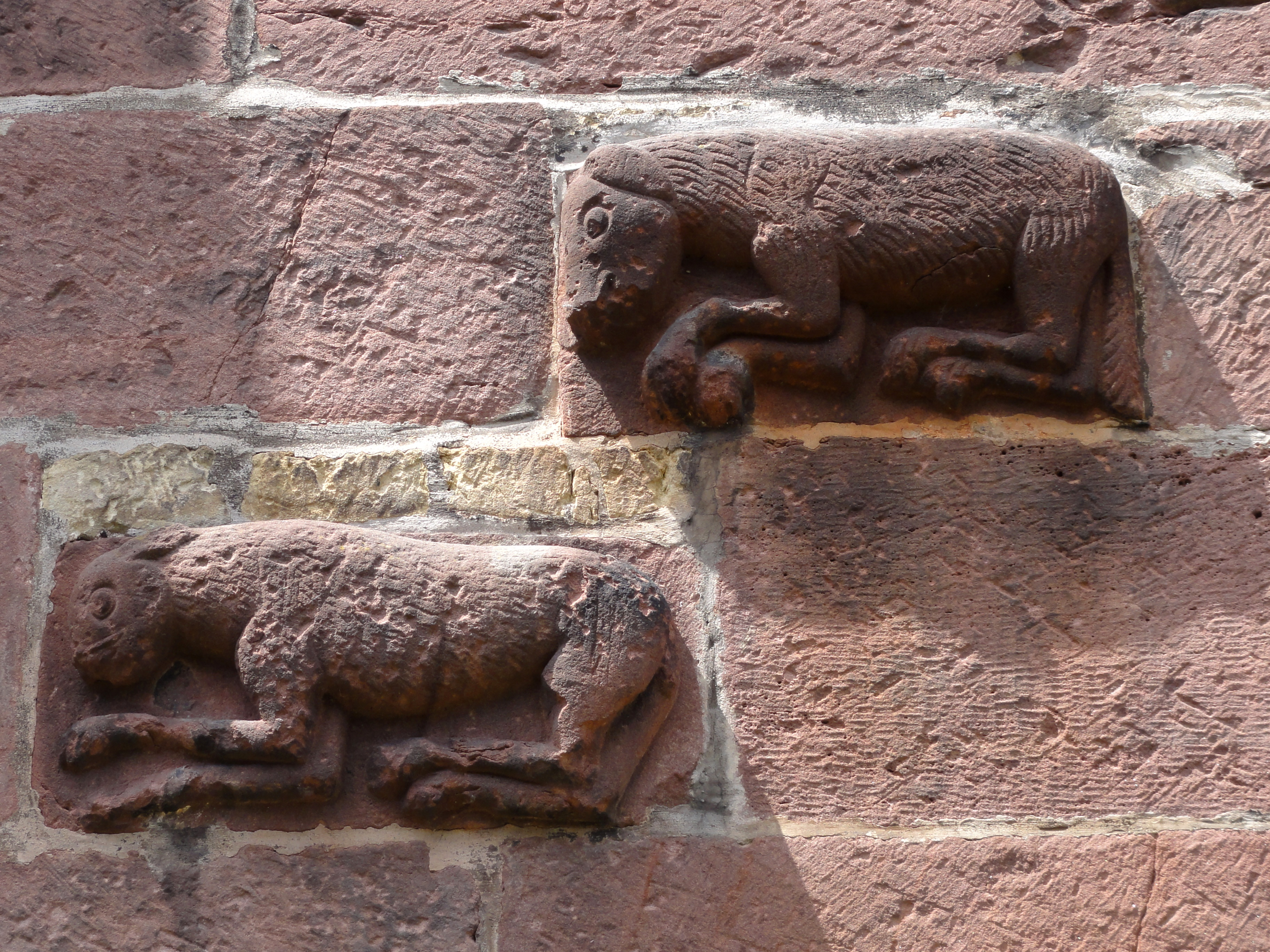
Reliefs romans sur chevet.
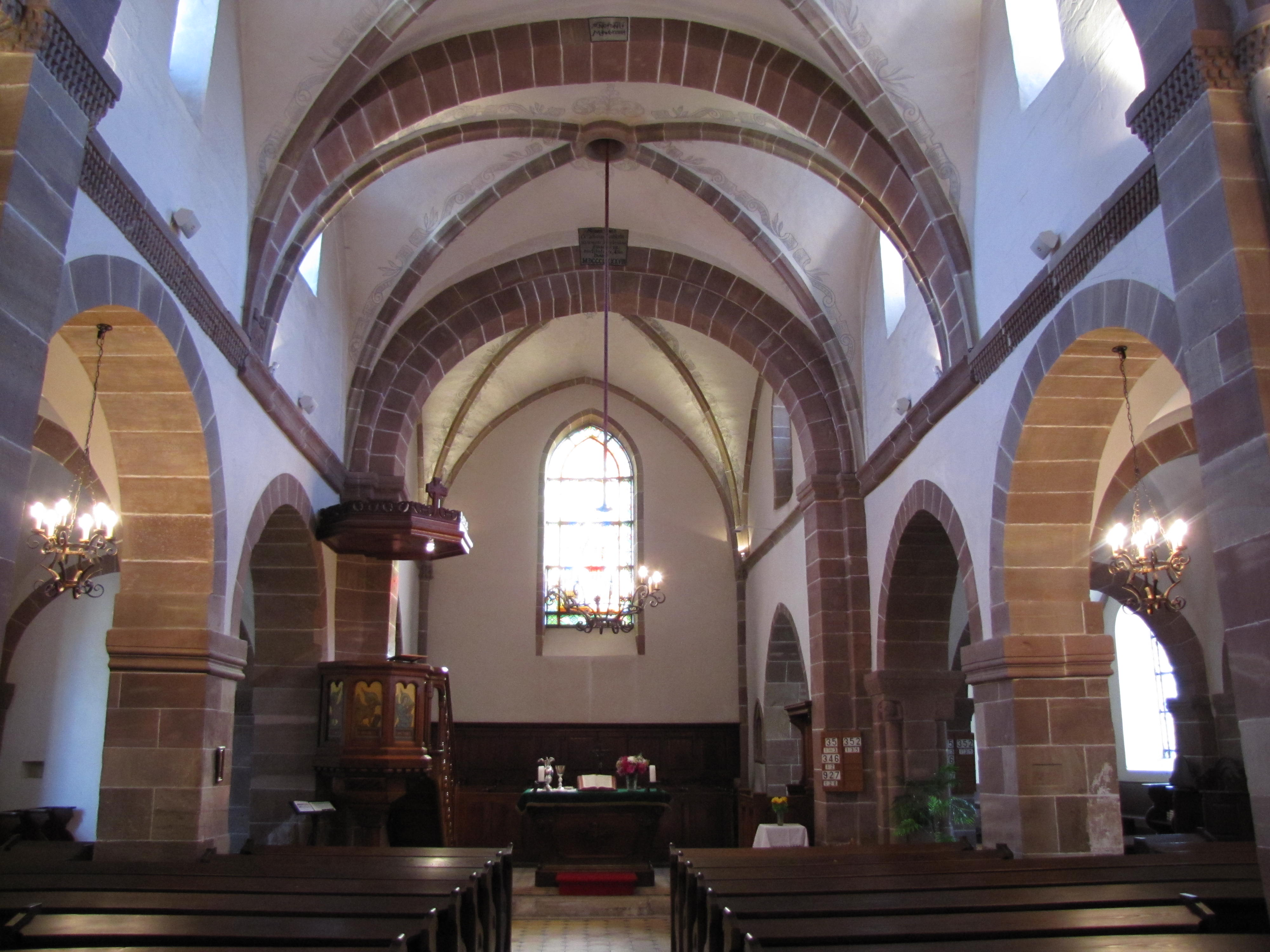
Vue intérieure de la nef.
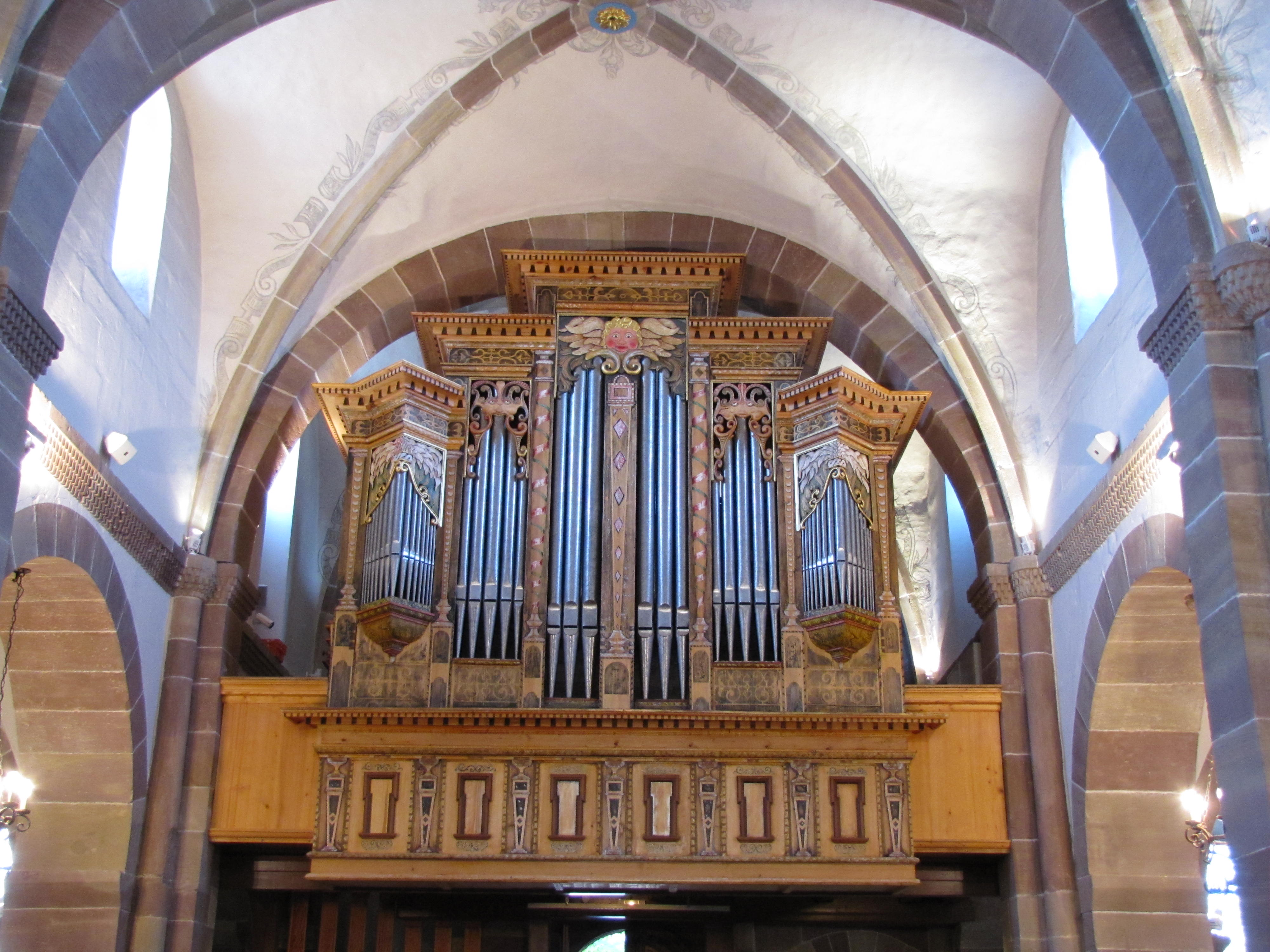
Orgue néo-Renaissance de Rémy Mahler (2006).

### Quelques maisons remarquables

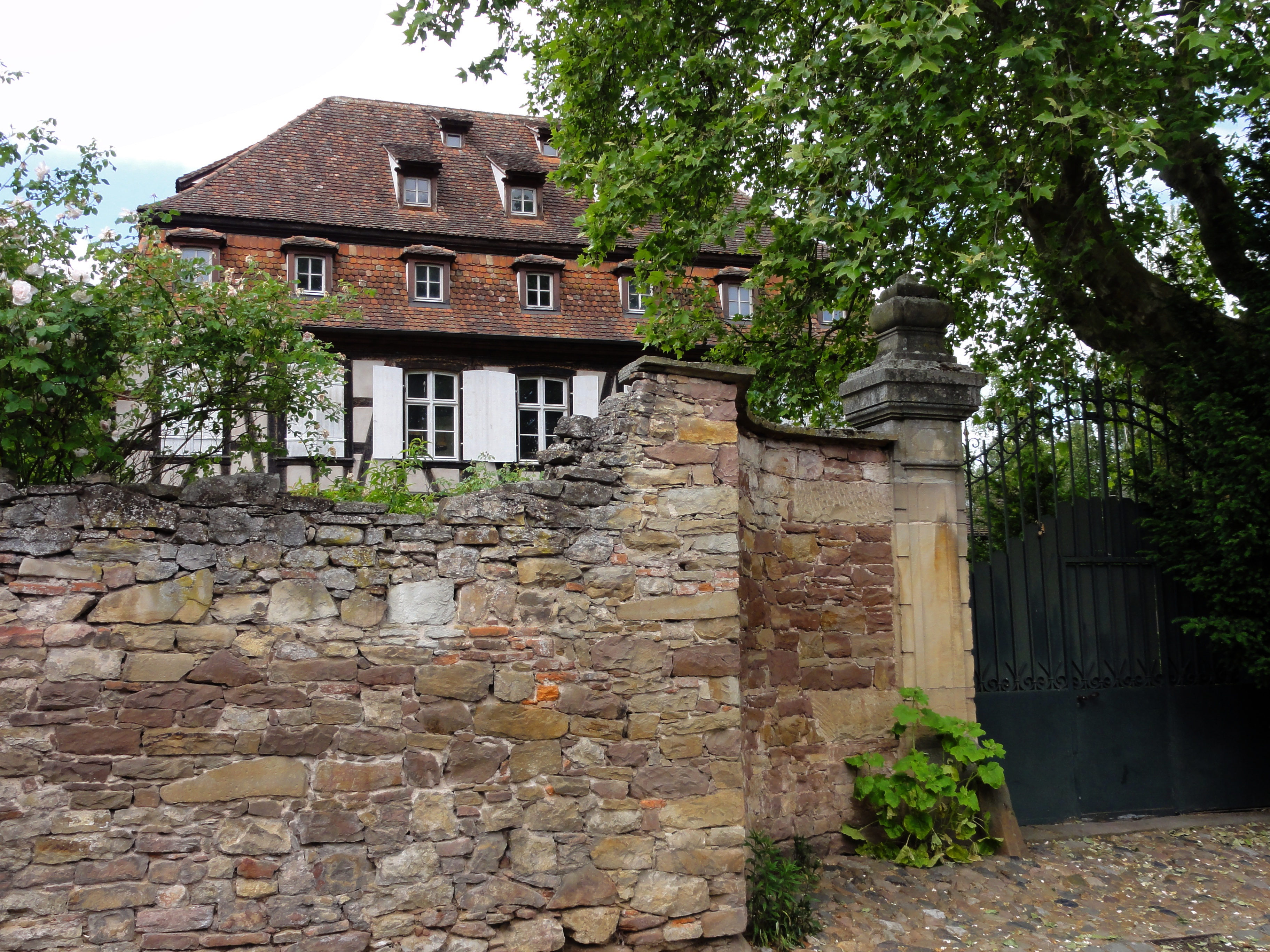
Maison de maître (XVIIIe), 3 rue de la Paix.
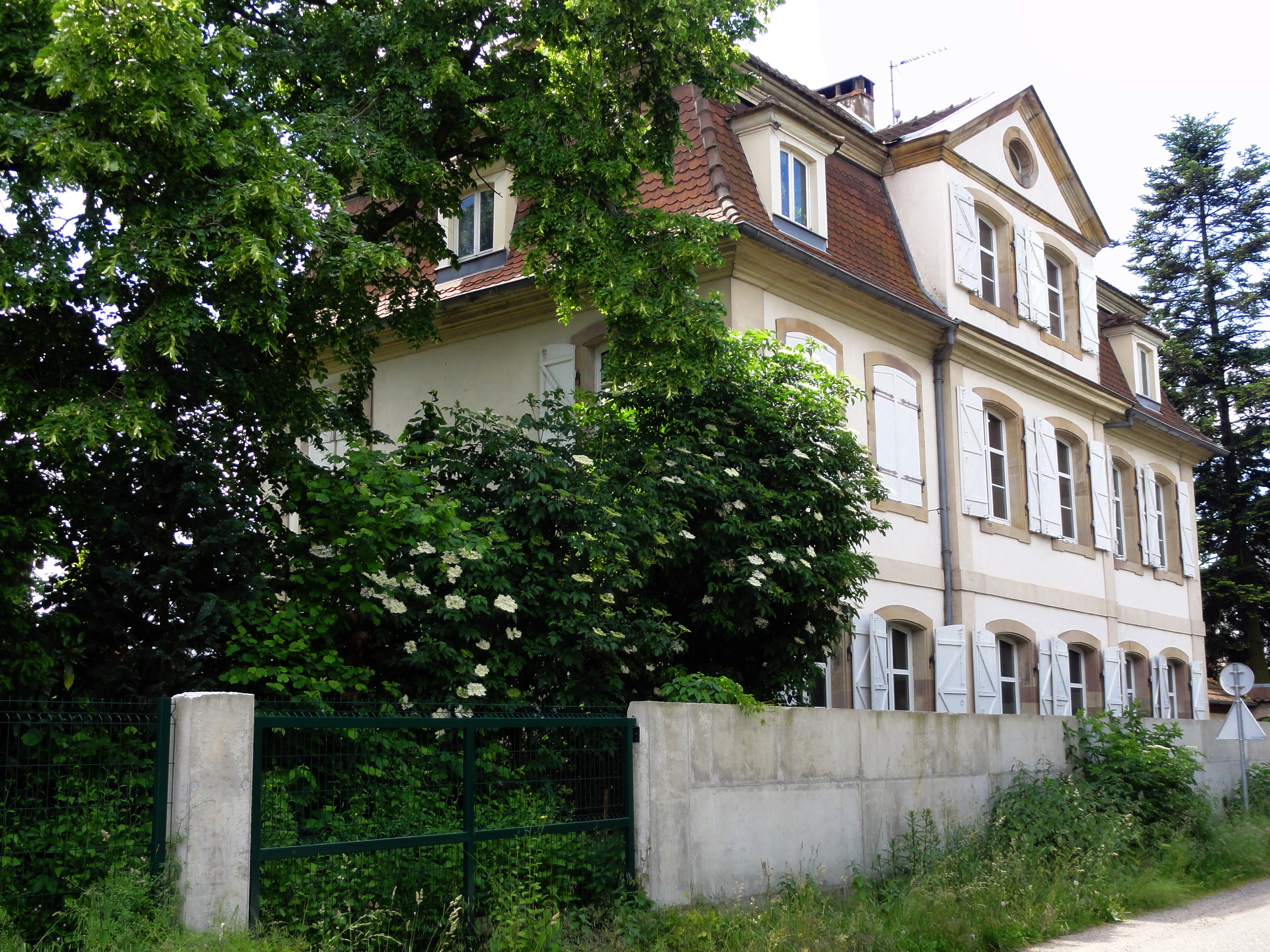
Maison de maître (XVIIIe), 37 rue de la Bruche.
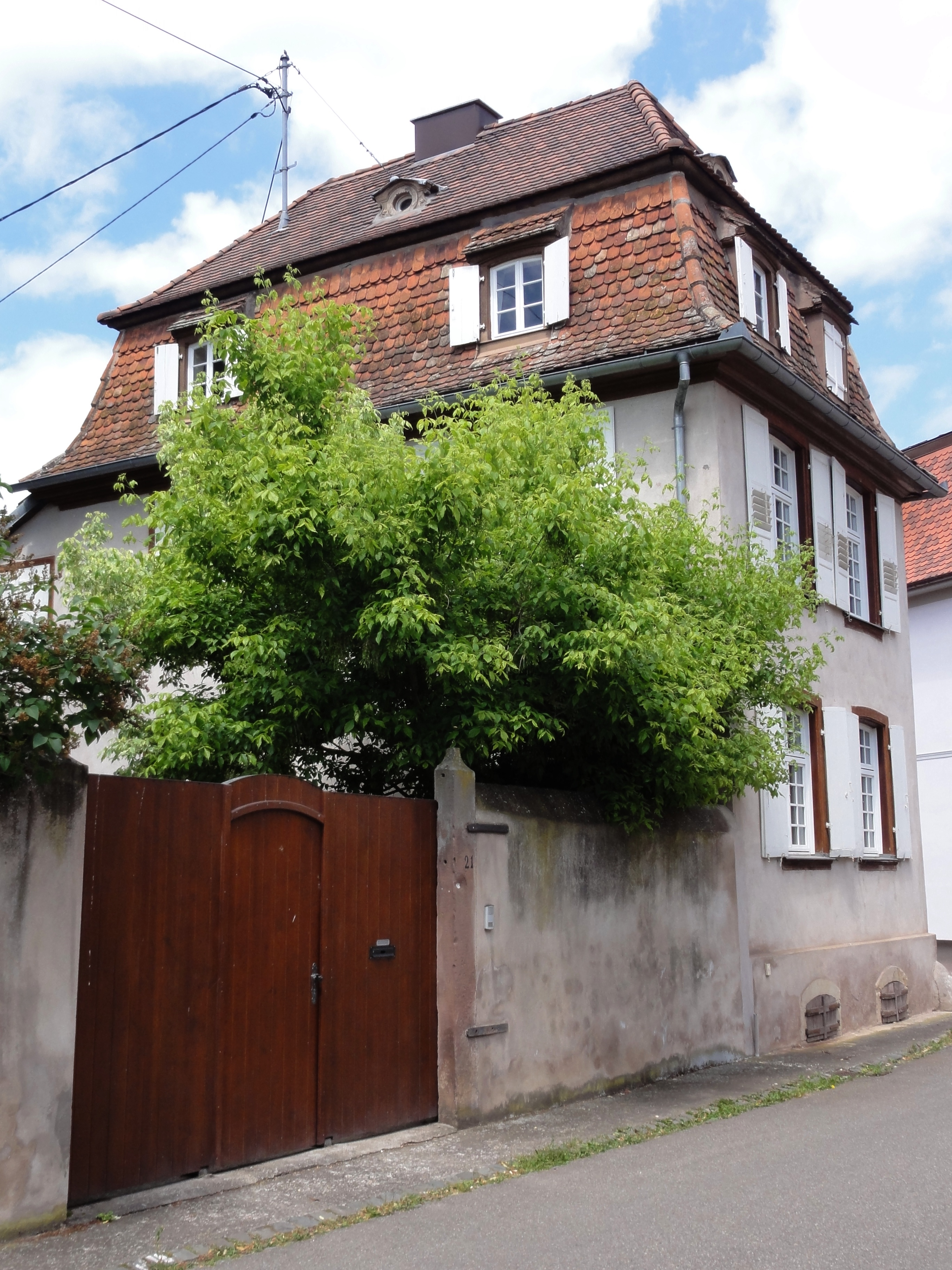
Maison de maître (XVIIIe), 21 rue de l'Hospice.
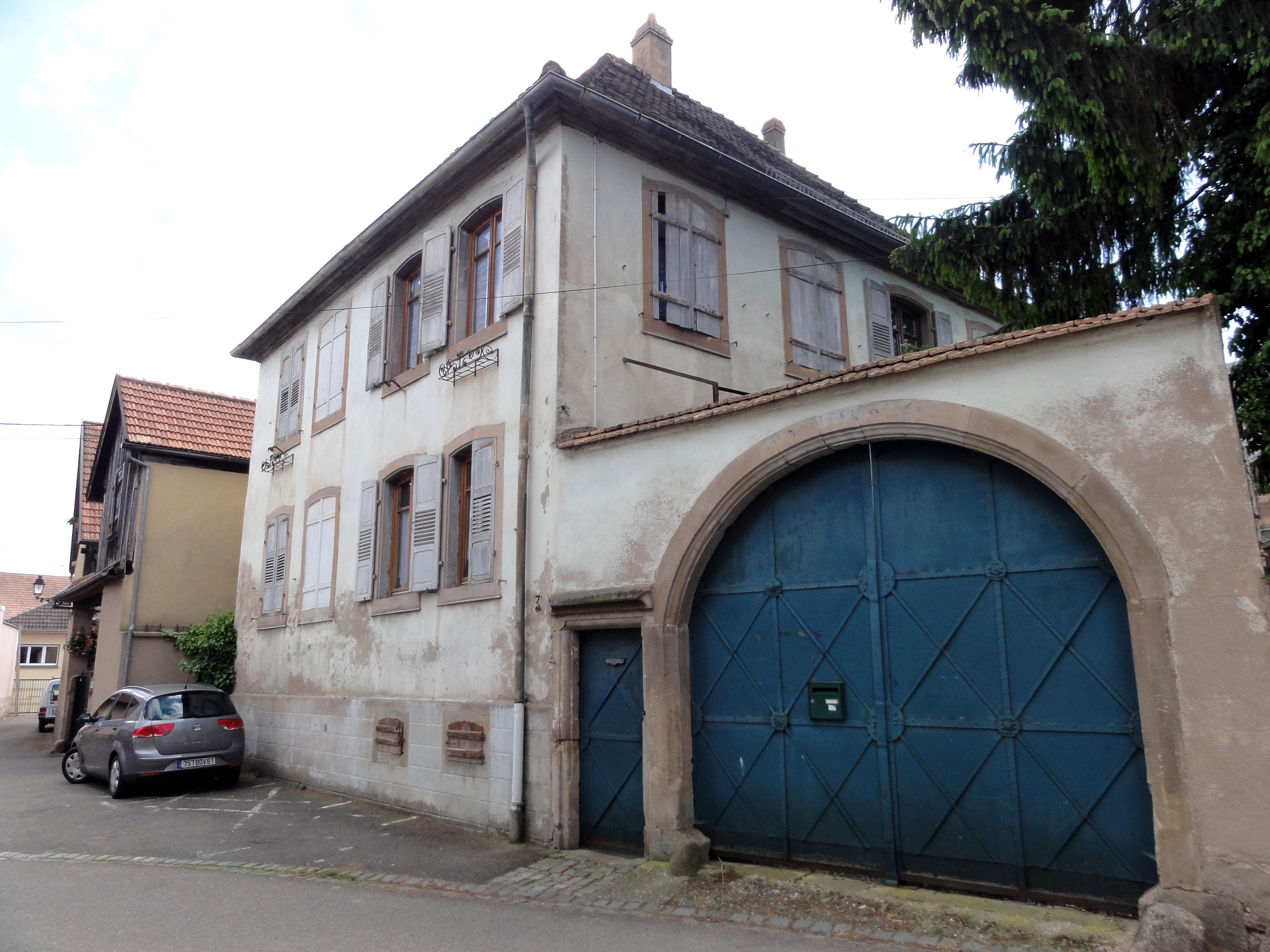
Presbytère catholique (XVIIIe), 1 rue de l'Église.
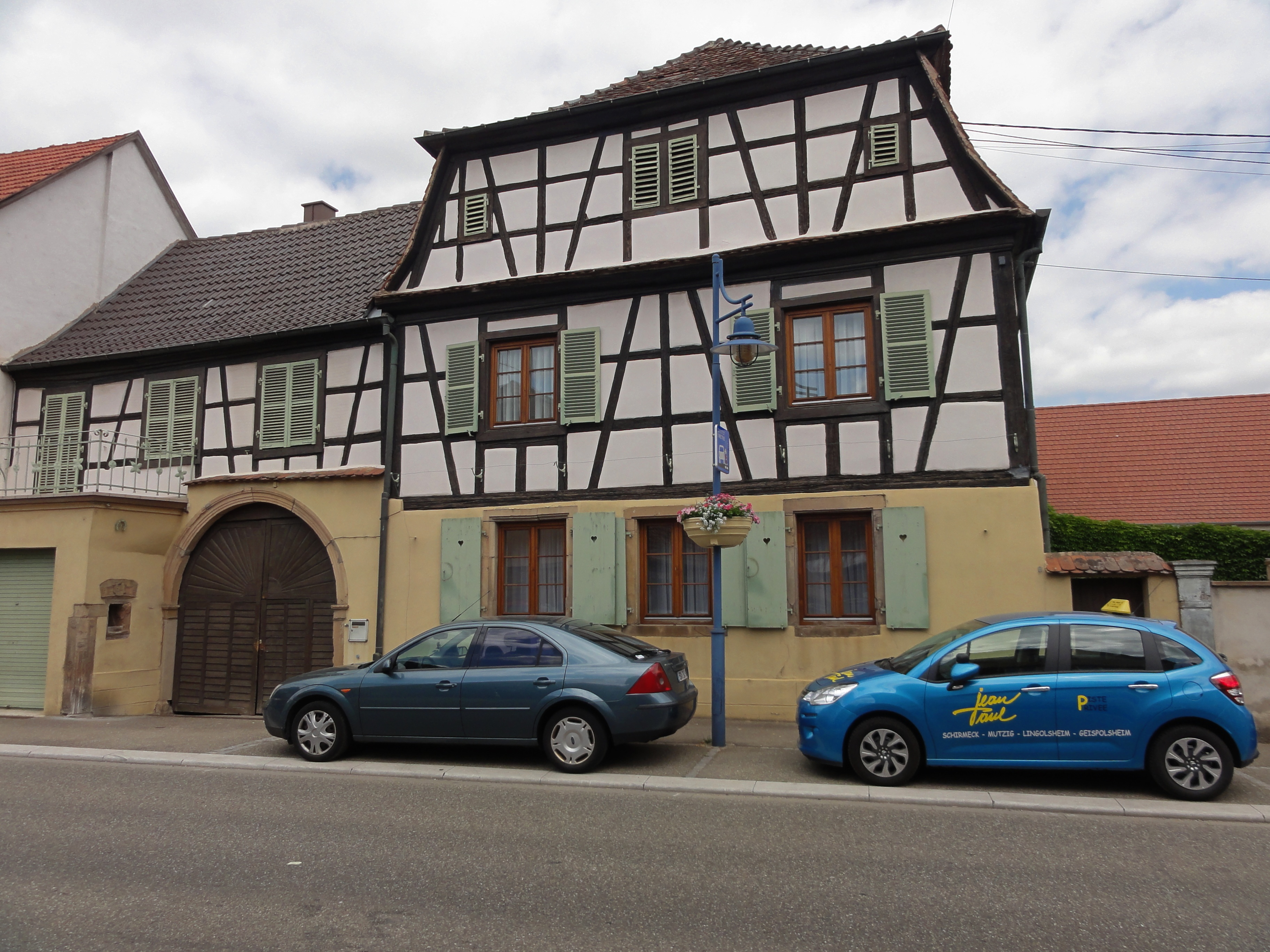
Ancienne ferme (XVIe-XVIIIe), 10 Grand'Rue.
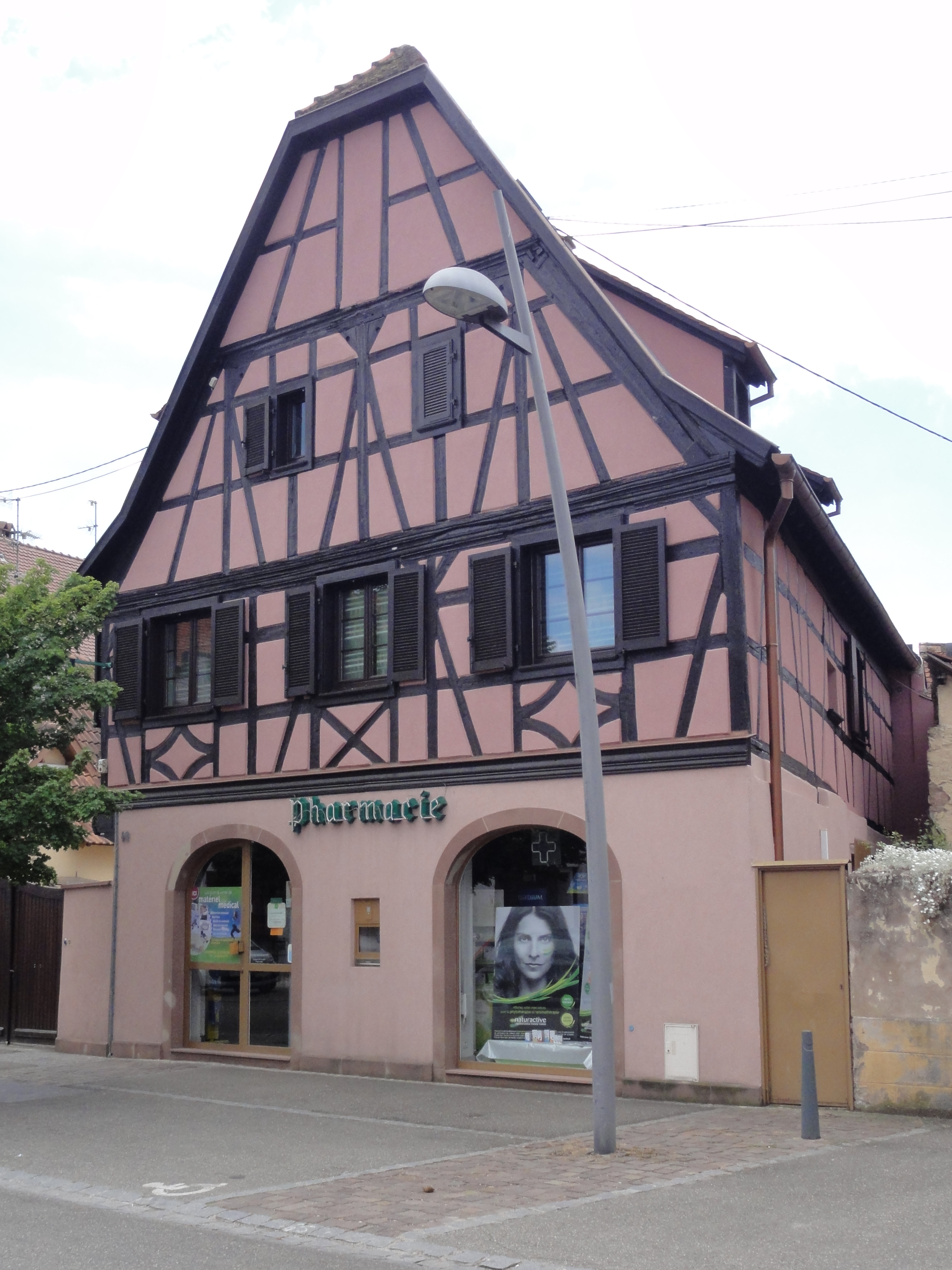
Ancienne ferme (XVIIe-XVIIIe), actuellement pharmacie, 49 Grand'Rue.
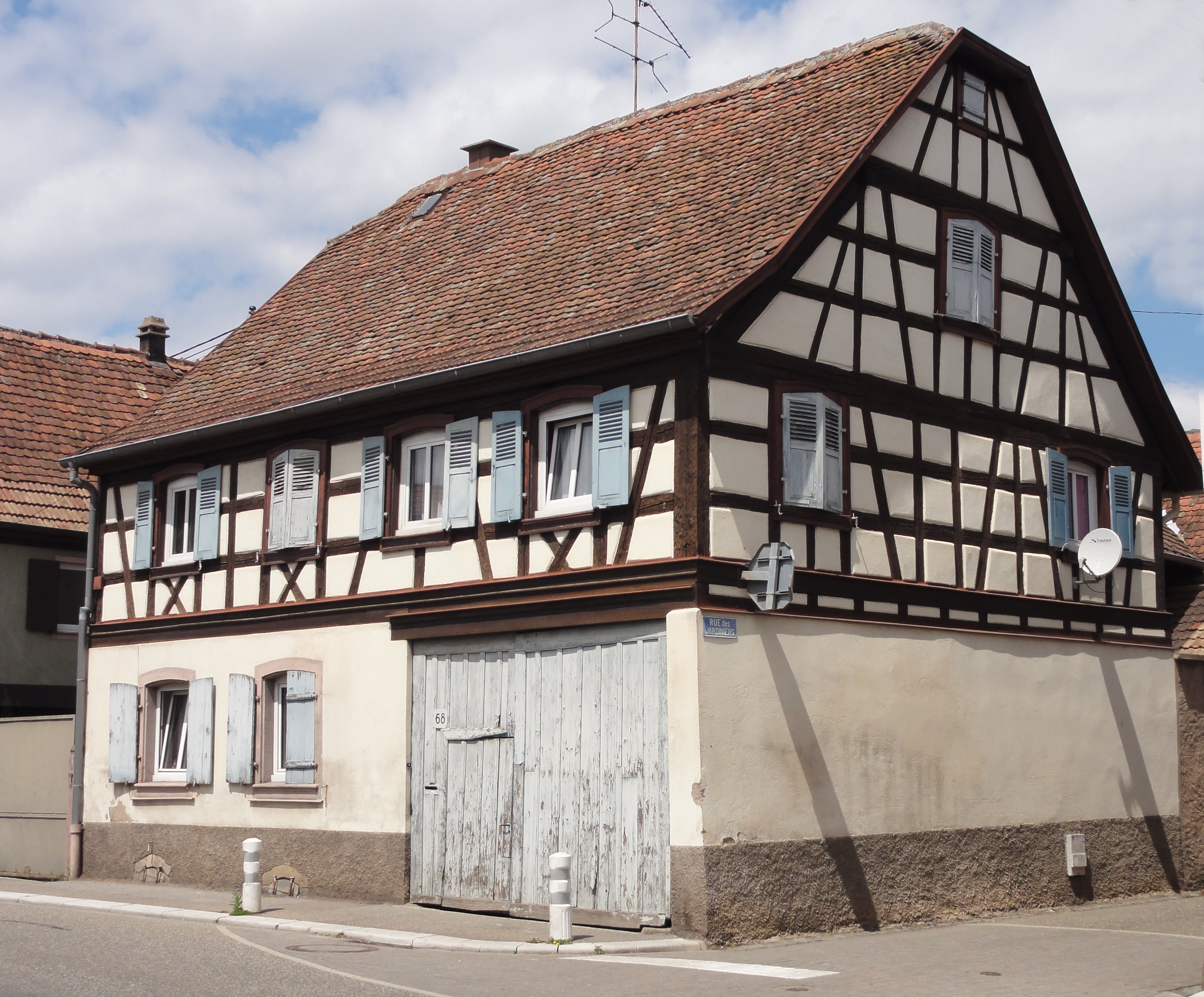
Ancienne ferme (XVIIIe), 68 Grand'Rue.